# Cecilia Roth
Cecilia Edith Rotenberg Gutkin, ismertebb nevén Cecilia Roth (? –) kétszeres Goya-díjas argentin színésznő.
Több alkalommal dolgozott együtt Pedro Almodóvar rendezővel, többek közt A szenvedélyek labirintusa (1982), valamint a Fájdalom és dicsőség (2019) című filmjeiben. Az 1999-es Mindent anyámról című Almodóvar-filmmel Roth Goya-díjat és Európai Filmdíjat vehetett át.

## Filmográfia

### Film
| Év   | Magyar cím                               | Eredeti cím                               | Szerep                                   | Magyar hang   |
| ---- | ---------------------------------------- | ----------------------------------------- | ---------------------------------------- | ------------- |
| 1976 |                                          | No toquen a la nena                       | Cecilia                                  |               |
| 1977 |                                          | Crecer de golpe                           | Tita                                     |               |
| 1979 |                                          | Las verdes praderas                       | Matilde                                  |               |
| 1979 |                                          | La familia bien, gracias                  | Mónica                                   |               |
| 1979 |                                          | Arrebato                                  | Ana Turner                               |               |
| 1980 |                                          | El curso en que amamos a Kim Novak        | Cristina                                 |               |
| 1980 | Pepi, Luci, Bom és más lányok a tömegből | Pepi, Luci, Bom y otras chicas del montón | ismeretlen szerep                        |               |
| 1981 |                                          | Pepe, no me des tormento                  | Bárbara                                  |               |
| 1981 |                                          | Best Seller                               | Claudia Mariscal / Diana Palmer          |               |
| 1981 |                                          | Trágala, perro                            | Micaela                                  |               |
| 1982 | A szenvedélyek labirintusa               | Laberinto de pasiones                     | Sexilia                                  | Kéri Kitty    |
| 1983 | Áldott mélységek                         | Entre tinieblas                           | Merche                                   |               |
| 1984 |                                          | El señor Galíndez                         | Coca                                     |               |
| 1984 |                                          | El jardín secreto                         | Paola                                    |               |
| 1984 | Mit vétettem, hogy ezt érdemlem?         | ¿Qué he hecho yo para merecer esto?       | lány a hirdetésben                       |               |
| 1987 | Az üldözött szemtanú                     | The Stranger                              | Anita Wren                               |               |
| 1988 |                                          | Los amores de Kafka                       | Kafka nővére                             |               |
| 1991 |                                          | Vivir mata                                | Vicky                                    |               |
| 1992 |                                          | Un lugar en el mundo                      | Ana Dominici                             |               |
| 1997 | Martin H                                 | Martín (Hache)                            | Alicia                                   |               |
| 1997 | Az Éden hamvai                           | Cenizas del paraíso                       | Beatriz Teller                           |               |
| 1999 | Mindent anyámról                         | Todo sobre mi madre                       | Manuela                                  | Kovács Nóra   |
| 1999 | Második bőr                              | Segunda piel                              | Eva                                      |               |
| 2000 | Egy éjszaka Sabrinával                   | Una noche con Sabrina Love                | Sabrina Love                             |               |
| 2001 |                                          | Antigua vida mía                          | Violeta Dasinski                         |               |
| 2001 |                                          | Vidas privadas                            | Carmen Uranga                            |               |
| 2002 | Beszélj hozzá                            | Hable con ella                            | vendég a bulin (stáblistán nem szerepel) |               |
| 2002 |                                          | Deseo                                     | Alina                                    |               |
| 2002 | Kamcsatka                                | Kamchatka                                 | Madre                                    |               |
| 2003 |                                          | La hija del caníbal                       | Lucía                                    |               |
| 2005 | Jönnek majd szebb napok                  | Otros días vendrán                        | Alicia                                   |               |
| 2005 |                                          | Padre nuestro                             | Maite                                    |               |
| 2006 |                                          | Sofacama                                  | Bernie                                   |               |
| 2008 |                                          | El nido vacío                             | Martha                                   |               |
| 2013 | Szeretők, utazók                         | Los amantes pasajeros                     | Norma Boss                               | Kovács Nóra   |
| 2013 |                                          | Matrimonio                                | Molly                                    |               |
| 2016 |                                          | Migas de pan                              | Liliana Pereira                          |               |
| 2018 | Az angyal                                | El ángel                                  | Aurora                                   |               |
| 2019 | Fájdalom és dicsőség                     | Dolor y gloria                            | Zulema                                   | Szórádi Erika |
| 2020 |                                          | El prófugo                                | Marta                                    |               |
| 2020 |                                          | Crímenes de familia                       | Alicia                                   |               |
| 2022 |                                          | Conversaciones sobre el odio              | Débora                                   |               |
| 2024 | Goyo                                     | Goyo                                      | Magdalena                                | Nyakó Júlia   |
| 2024 |                                          | Culpa cero                                | Carola                                   |               |

### Televízió
| Év        | Magyar cím             | Eredeti cím               | Szerep                   | Megjegyzések                                          |
| --------- | ---------------------- | ------------------------- | ------------------------ | ----------------------------------------------------- |
| 1978      |                        | Novela                    | Susana                   | 4 epizód                                              |
| 1979      | Latin-Amerikában írták | Escrito en América        | Julia                    | - 1 epizód (Sírásás) - magyar hangja: - Andai Györgyi |
| 1984      |                        | Todo va mal               | Lina                     | tévéfilm                                              |
| 1985      |                        | Extraños y amantes        | ismeretlen szerep        | 29 epizód                                             |
| 1986      |                        | Pepe Carvalho             | Alicia Suárez            | 1 epizód                                              |
| 1988      |                        | Gatos en el tejado        | Marisa                   | 8 epizód                                              |
| 1990–1991 |                        | Atreverse                 | több szerep              | 10 epizód                                             |
| 1992      |                        | Desde adentro             | Sandy Ramos              | 19 epizód                                             |
| 1994–1995 |                        | Nueve lunas               | Claudia Miller           | 29 epizód                                             |
| 1998      |                        | Laura y Zoe               | Laura                    | 13 epizód                                             |
| 2003      |                        | Sol negro                 | Dolores Bustos           | - minisorozat (4 epizód) - stáblistán nem szerepel    |
| 2004      |                        | Luisa Sanfelice           | Regina Carolina          | tévéfilm                                              |
| 2004–2009 | Sírfeliratok           | Epitafios                 | Marina Segal             | 26 epizód                                             |
| 2005      | Gyilkos nők            | Mujeres asesinas          | Clara / Cándida          | minisorozat (2 epizód)                                |
| 2006–2007 |                        | Amas de casa desesperadas | Alicia Oviedo            | 23 epizód                                             |
| 2015      |                        | Historia de un clan       | Epifanía Calvo de Puccio | 11 epizód                                             |
| 2017      |                        | Supermax                  | Pamela Dalmasso          | 10 epizód                                             |
| 2019–2020 | A móló                 | El embarcadero            | Blanca                   | 16 epizód                                             |
| 2020      |                        | Los Internacionales       | Marta Costas             | 20 epizód                                             |

## Fontosabb díjak és jelölések
| Év   | Díj             | Kategória              | Jelölt mű        | Eredmény | Ref.  |
| ---- | --------------- | ---------------------- | ---------------- | -------- | ----- |
| 1998 | Goya-díj        | legjobb női főszereplő | Martin H         | Elnyerte | [ 2 ] |
| 2000 | Goya-díj        | legjobb női főszereplő | Mindent anyámról | Elnyerte | [ 3 ] |
| 1999 | Európai Filmdíj | legjobb színésznő      | Mindent anyámról | Elnyerte | [ 4 ] |

## Fordítás
- Ez a szócikk részben vagy egészben  a   Cecilia Roth című angol Wikipédia-szócikk ezen változatának fordításán alapul.  Az eredeti cikk szerkesztőit annak laptörténete sorolja fel. Ez a jelzés csupán a megfogalmazás eredetét és a szerzői jogokat jelzi, nem szolgál a cikkben szereplő információk forrásmegjelöléseként.